# Sexe, diamants et plus si affinités…
Sexe, diamants et plus si affinités… (titre original Chasing Harry Winston) est le troisième roman de Lauren Weisberger, publié en 2008.
Le contexte rappelle celui de Sex and the City, trois femmes différentes, new-yorkaises trentenaires. Ces femmes connaissent les endroits les plus branchés de Manhattan, tout va bien jusqu'à ce qu'elles concluent un pacte un soir où elles ont trop bu : la « bomba latina » frivole va devoir se ranger et trouver un mari, la romanesque doit apprendre à se faire plaisir en faisant l'amour avec un homme de chaque continent[Quoi ?], et la working girl doit cesser de penser à son travail et savoir se faire plaisir. Ces changements semblent impossibles mais on le sait, le roman est le meilleur endroit en ce qui concerne les surprises.
Les droits pour ce roman ont été achetés par Universal, le film sera réalisé par Andy Tennant.